# Júlia Vallasek
Júlia Vallasek (n. 13 octombrie 1975, Cluj-Napoca, România) este un critic literar, eseist și traducător maghiar din Transilvania. Este fiica fizicianului Pál István Vallasek și a traducătoarei Márta Vallasek. Júlia este soția poetului și criticului literar Imre József Balázs.

## Biografie
Júlia Vallasek a absolvit Facultatea de Litere (secția maghiară-engleză) din cadrul Universității Babeș-Bolyai din Cluj (1998), apoi studiile de masterat la aceeași universitate în anul 1999, și a obținut titlul de doctor în filologie la Universitatea din Debrețin (2003). Este cadru didactic la Universitatea Babeș-Bolyai începând din 1999. Cercetările sale se concentrează pe literatura maghiară din Transilvania în secolul al XX-lea, relația dintre literatură și presă, istoria presei, construcțiile alterității și identității în secolul al XX-lea.
A debutat publicistic în 1996 cu un eseu publicat în revista Helikon. A publicat trei volume de eseuri culturale și a tradus în limba maghiară volume scrise de Mircea Iorgulescu, Nicolae Balotă etc. Este membră a Uniunii Scriitorilor din România, Filiala Cluj. Colaborează cu articole la numeroase reviste literare și culturale din România și Ungaria.

## Volume
- Sajtótörténeti esszék. Négy folyóirat szerepe 1940–1944 között az észak-erdélyi kulturális életben (Eseuri din istoria presei), Cluj, 2003;
- Elváltozott világ. Az erdélyi magyar irodalom 1940–1944 között (Lumea preschimbată), Debrețin, 2004;
- Lassú utazások könyve (Cartea călătoriilor lente), eseuri, critică, Ariadne Books, Cluj, 2005.

## Traduceri
- A tulipán törpék, Editura Tinivár, 1999.
- Nicolae Balotă: A láthatatlan képe, Editura Koinónia, 2000.
- Mircea Iorgulescu: A nagy zsibvásár (Marea trăncăneală), Editura Mentor, 2000.
- "Csillaghoz kötöttük szekerünk" Balázs Ferenc levelei Christine Frederiksenhez. Editura Kriterion. 2001.
- A tó kisasszonya. (povești britanice) Editura Pallas-Akadémia, Miercurea Ciuc, 2006.
- Nicolae Balotă: Romániai magyar írók (1920–1980) (Scriitori maghiari din România), Editura Mentor, Târgu Mureș, 2007.

## Premii
A fost distinsă cu premiul Uniunii Scriitorilor din România – filiala Cluj pentru traducerea volumului Marea trăncăneală de Mircea Iorgulescu (2000), premiul Látó (2001), premiul de debut al Uniunii Scriitorilor din România (2003), premiul János Arany al Academiei de Științe din Ungaria (2005) și premiul Tibor Déry (2009).